# Даль’Онгаро, Франческо
Франческо Даль’Онгаро (итал. Francesco Dall'Ongaro; 19 июня 1808, Мансуэ — 10 января 1873, Неаполь) — итальянский писатель, поэт, драматург, либреттист, журналист, редактор, педагог. Активный участник Рисорджименто.

## Биография
Получил богословское образование, но отказался от сана священника и занялся политической журналистикой. В 1840-х годах основал в Триесте либеральную газету «la Favilla» и написал несколько драм.
Изгнанный в 1847 году австрийскими властями из Триеста, он стал издавать в Венеции патриотическую газету «Fatti e non Parole».
В 1848 году поступил на службу к Гарибальди. В 1848—1849 гг. принимал участие в обороне революционной Римской республики, руководя вместе с Филиппо Дзамбони студенческим отрядом (этим событиям посвящена книга Ф. Дзамбони «Воспоминания о римском университетском батальоне (1848—1849)» (Ricordi del battaglione universitario romano (1848—1849), опубликованная после его смерти.
После августовской революции 1848 года Ф. Даль’Онгаро переселился в Рим, работал редактором «Monitore Romano». В следующем году был избран членом учредительного собрания, провозгласившего республику в Риме. Когда революционное движение в Италии было подавлено, бежал за границу в Швейцарию, затем в Бельгию, а позже во Францию, играя видную роль в области революционной журналистики.
После австро-итало-французской войны 1859 года возвратился в Италию и возглавил кафедру литературы в университете Флоренции, а затем в Неаполе, где и умер 10 января 1873 года.

## Творчество
Автор патриотических стихов (Stornelli), имевших большой успех у итальянцев, ряда пьес, в частности Fornaretto, Bianca Cappello, Fasma и Il Tesoro и прозы.
Из его многочисленных произведений особенно известны:
- «Poesie» (1840),
- «Racconti» (1869),
- «Scritti d’arte» (1863)
- «Stornelli politici e non politici» (1883) и др.